# آدام گریگوریان
آدام گریگوریان (انگلیسی: Adam Krikorian؛ زادهٔ ۲۲ ژوئیهٔ ۱۹۷۴) ورزشکار واترپلو ارمنی‌تبار اهل ایالات متحده آمریکا است. او در مسابقات کشوری و بین‌المللی در مجموع برندهٔ ۴ مدال طلا شده‌است.